# Blanca Portillo
Blanca Portillo, née le 15 juin 1963 à Madrid en Espagne, est une actrice, réalisatrice et productrice espagnole.

## Biographie
Elle commence comme actrice pour plusieurs œuvres théâtrales amateurs avant de passer sa maîtrise d'art dramatique à la RESAD.
L'un de ses travaux  principaux rôle  à cette époque fut celui de Carol dans l’œuvre  Oleanna, de David Mamet, réalisée par Joaquín Kremel en 1994.
Elle fait ses débuts cinématographiques avec le film Entre rojas et est nommée pour les  Prix Goya et Unión de Actores pour son rôle dans le film El color de las nubes en 1997. Luis San Naricso  l’engage pour la série de Tele5 7 vidas, où elle joue le rôle de Carlota. Elle participe au doublage espagnol du film d'animation  le Monde de Nemo. Malgré ses succès à la télévision et au cinéma, elle ne délaisse pas pour autant le théâtre et collabore à quelques œuvres, soit comme actrice, soit comme metteur en scène.  
En 2003, elle se joint au  mouvement pacifiste contre la guerre en Irak (No a la guerra).
En 2004, elle abandonne 7 vidas pour participer au projet théâtral argentin La hija del aire (La Fille de l’air), basé sur le livre de Calderón de la Barca, qu'elle concilie avec le film Elsa y Fred (2005) et
qu'elle présente de retour à Madrid. Puis, elle joue un rôle masculin dans le film Capitaine Alatriste, basé sur un roman d’Arturo Pérez Reverte. 
Plus tard, Pedro Almodóvar l’engage pour le rôle d’Agustina dans le film Volver en 2006 (qui lui vaut le prix d'interprétation - collectif - au festival de Cannes), Miloš Forman pour le film Les Fantômes de Goya (Goya's Ghost) et Gracia Querejeta pour Siete mesas (de Billar Francés).
En 2008, Pedro Almodóvar - à nouveau - lui fait interpréter le rôle de Judit, dans Etreintes brisées (Los abrazos rotos).
En 2014, elle reçoit la Médaille d'or du mérite des beaux-arts, décernée par le Ministère de l'Éducation, de la Culture et des Sports.

## Théâtre

### Actrice
- 1988 : Lope de Aguirre, traidor
- 1985 : El mal de la juventud
- 1992 : Marat-Dade
- 1992 : Cuento de invierno
- 1993 : Las troyanas
- 1994 : Noces de sang
- 1994 : Oleanna
- 1995 :  El embrujado
- 1995 : Un bala perdida
- 1995 : Terror y miseria del Tercer Reich
- 1996 : Mujeres frente al espejo
- 1997 : Un fénix demasiado frecuente
- 1997 : Esclavos
- 1998 : Madre, el drama padre
- 1998 : No hay burlas para el amor
- 2001 :  El matrimonio de Bostón
- 2002 :  Le Songe d'une nuit d'été
- 2003 : Desorientados
- 2003 : Como en las mejores familias
- 2004-2005 : La hija del viento
- 2005 : Hamelin
- 2012 : La vie est un songe (La vida es sueño) de Pedro Calderón de la Barca

### Metteuse en scène
- 2006 : Siglo XX... que estás en los cielos
- 2004 : Desorientados
- 1999 : Shakespeare a pedazos
- 1997 : Hay amores que hablan

## Filmographie

### Cinéma
- 1995 : Entre rojas d'Azucena Rodríguez : Manuela
- 1996 : Le Chien du jardinier (El Perro del hortelano), de Pilar Miró : Dorotea
- 1996 : Eso de Fernando Colomo : Marta
- 1997 : El color de las nubes de Mario Camus : la mère
- 1999 : Entre les jambes (Entre las piernas) de Manuel Gómez Pereira : Lali
- 1999 : Cosas nuestras de José Pascual (court-métrage) : Teresa
- 2001 : Amor, dinero y salud, por este orden de Marc Vigil (court-métrage) : Amelia
- 2001 : Sólo mía de Javier Balaguer : l'avocate
- 2002 : Tercero B de José María Goenaga (court-métrage) : Irene
- 2004 : Palos de ciego amor de Miguel Del Arco (court-métrage) : Lola
- 2005 : Elsa et Fred (Elsa y Fred) de Marcos Carnevale : Cuca
- 2006 : Volver de Pedro Almodóvar : Agustina
- 2006 : Capitaine Alatriste (Alatriste) d'Agustín Díaz Yanes : Fray Emilio Bocanegra
- 2006 : Les Fantômes de Goya (Goya's Ghosts) de Miloš Forman : la reine Marie-Louise
- 2007 : Siete mesas de billar francés de Gracia Querejeta : Charo
- 2008 : El patio de mi cárcel de Belén Macías : Adela
- 2009 : Étreintes brisées (Los abrazos rotos) de Pedro Almodóvar : Judit Garcia
- 2011 : Un jour de chance (La Chispa de la vida) d'Álex de la Iglesia : Mercedes
- 2013 : Les Enfants volés (Niños robados) de Salvador Calvo : sœur Eulalia
- 2016 : Sequestro de Mar Targarona : Patricia
- 2020 : Invisibles de Gracia Querejeta : Mara
- 2020 : Retrato de mujer blanca con pelo cano y arrugas d'Ivan Ruiz Flores : Julia
- 2021 : Les Repentis (Maixabel) d'Iciar Bollain : Maixabel

### Télévision

#### Téléfilms
- 1986 : Bodas de Sangre de Francisco Montolio (téléfilm) : la femme de Leonardo

#### Séries télévisées
- 1993 : Para Elisa
- 1996 : La Otra familia de Julio Sánchez Valdés
- 1997 : La Casa de los líos, épisode Problemas de familia
- 1997-1998 : Médico de familia de Juan Carlos Cueto
- 1998 : Más que amigos de Daniel Écija et Manuel Ríos San Martín, épisode Domesticados
- 1998 : Periodistas, épisode Aurelio es un ser humano
- 1998 : Compañeros, Sin despedirme
- 1998 : Médico de familia, épisode Esta noche cenamos lechón de Jesús del Cerro et Juan Carlos Cueto
- 2006 : 7 vidas
- 2009-2010 : Acusados : Rosa Ballester
- 2014 : Cuéntame un cuento
- 2016 : Web Therapy, saison 1, épisode 1 de Manuel Tera : Patricia Navas
- 2021 : Parot : Andre Llanes
- 2021 : La Fortuna

## Récompenses
- Festival de Cannes 2006 : Prix d'interprétation féminine avec Penélope Cruz, Chus Lampreave, Carmen Maura, Lola Dueñas et Yohana Cobo.
- Prix Goya : Candidatura al premio de Mejor Actriz Revelación (1997).
- Unión de Actores
  - Mejor actriz de teatro (2004).
  - Mejor actriz secundaria de teatro (2003)
  - Candidata al Premio a la Mejor Actriz de Televisión (2002).
  - Mejor intérprete de teatro de reparto (1997)
- Fotogramas de Plata : Candidata al premio de Mejor Actriz de Teatro (2003).
- Festival international du film de Saint-Sébastien : Coquillage d'Argent pour la meilleure interprétation féminine dans Siete mesas de billar francés de Gracia Querejeta